# 松浦淳六郎
松浦 淳六郎（まつうら じゅんろくろう、1884年（明治17年）8月11日 - 1944年（昭和19年）2月12日）は、日本陸軍の軍人。最終階級は陸軍中将。旧姓・沢井。

## 経歴
福岡県出身。大庄屋・松浦虎作の六男として生まれる。東京陸軍地方幼年学校、中央幼年学校を経て、1903年（明治36年）11月、陸軍士官学校（15期）を卒業、翌年2月、歩兵少尉に任官し歩兵第24連隊付となる。陸軍戸山学校教官、陸士教官などを経て、1912年（大正元年）11月、陸軍大学校（24期）を卒業。
陸士教官、朝鮮軍参謀、参謀本部員、歩兵第2連隊大隊長、参謀本部員、歩兵第13連隊長、教育総監部庶務課長、陸軍省副官などを経て、1930年（昭和5年）8月、陸軍少将に進級。歩兵第12旅団長、人事局長を歴任し、1934年（昭和9年）8月、陸軍中将となった。いわゆる皇道派の中心人物の一人である。
陸軍歩兵学校長、第10師団長を経て、1937年（昭和12年）3月、二・二六事件後の粛軍人事により予備役に編入された。賀陽宮家別当を勤めたのち、第二次上海事変に伴い1938年（昭和13年）5月、召集され新編の第106師団長となり、武漢作戦、南昌作戦に参加。1939年5月、参謀本部付となり、同年7月に召集解除された。

## 栄典
位階
- 1904年（明治37年）4月7日 - 正八位[4]
- 1905年（明治38年）8月18日 - 従七位[5]
- 1910年（明治43年）9月30日 - 正七位[6]
- 1915年（大正4年）10月30日 - 従六位[7]
- 1920年（大正9年）11月30日 - 正六位[8]
- 1924年（大正13年）12月27日 - 従五位[9]
- 1930年（昭和5年）2月1日 - 正五位[10]
- 1934年（昭和9年）9月1日 - 従四位[11]
- 1936年（昭和11年）10月1日 - 正四位[12]
- 1937年（昭和12年）4月28日 - 従三位[13]

勲章
- 1934年（昭和9年）2月7日 - 勲二等瑞宝章[14]
- 1940年（昭和15年）8月15日 - 紀元二千六百年祝典記念章[15]

## 親族
- 兄 松浦寛威（陸軍中将）[1]
- 義父 吉田貞準（海軍軍医総監）[1]